# Logística em emergência
Logística em emergência, possibilita fazer a análise às operações de emergência tais como acidentes, catástrofes e calamidades com o objectivo de optimizar os recursos e os tempos de intervenção (Descrição, 2009?) melhorando assim as condições de eficiência (Localização, 2009).

## Antes de uma emergência, a logística pode implicar
- Adquirir equipamentos
- Designando instalações de emergência
- Estabelecer estruturas de formação
- Estabelecer acordos ajuda mútua
- Preparar um inventário dos recursos

## Durante uma emergência, a logística pode implicar a prestação de
- Criação de mapas de emergência
- Fornecendo materiais fichas de segurança para trabalhadores
- Movendo backup equipamentos para local afectado
- Reparação e fornecimento de peças
- Organizando apoio médico, alimentação e transporte
- Organizando abrigos em instalações provisórias
- Fornecimento capacidade de decisão
- Fornecimento capacidade de comunicações

A logística de emergência pode ser crítica imediatamente após uma emergência. Considerar antecipadamente os aspectos prioritários para o regresso a normalidade por parte das populações afectadas é um factor crucial para o sucesso das operações.